# Liste der Mitglieder des Sächsischen Landtags 1836/37
Diese Liste gibt einen Überblick über die Mitglieder des Sächsischen Landtags des Jahres 1836/37.

## Zusammensetzung der I. Kammer

### Präsidium
- Präsident: Ernst Gustav von Gersdorf
- Vizepräsident: Christian Adolph Deutrich
- 1. Sekretär: Ludwig Friedrich Ferdinand von Zedtwitz
- 2. Sekretär: Ernst Friedrich Hartz

### Vertreter des Königshauses und der Standesherrschaften
| Besitz oder Institution                                      | Abgeordneter                                                     | Bemerkungen |
| ------------------------------------------------------------ | ---------------------------------------------------------------- | ----------- |
| Sächsisches Königshaus                                       | Prinz Johann                                                     |             |
| Besitzer der Standesherrschaft Königsbrück                   | Peter Alfred Graf von Hohenthal                                  |             |
| Besitzer der Standesherrschaft Reibersdorf                   | Heinrich Graf von Einsiedel                                      |             |
| Bevollmächtigter der Herrschaft Wildenfels                   | Arthur von Schönberg                                             |             |
| Vertreter der vier Schönburgischen Lehnsherrschaften         | Franz Gottlob Albert Christian Ernst Graf und Herr von Schönburg |             |
| Bevollmächtigter der fünf Schönburgischen Rezessherrschaften | Albert von Carlowitz                                             |             |
| Vertreter der Universität Leipzig                            | Karl Friedrich Günther                                           |             |

### Vertreter der Geistlichkeit
| Amt                                  | Abgeordneter                            | Bemerkungen |
| ------------------------------------ | --------------------------------------- | ----------- |
| Evangelischer Oberhofprediger        | Christoph Friedrich von Ammon           |             |
| Dekan des Domstifts zu Bautzen       | Ignaz Bernhard Mauermann                |             |
| Superintendent zu Leipzig            | Christian Gottlob Lebrecht Großmann     |             |
| Vertreter des Kollegiatstifts Wurzen | Gustav Heinrich Freiherr von Biedermann |             |
| Vertreter des Hochstifts Meißen      | Georg Adolph von Leipziger              |             |

### Auf Lebenszeit gewählte Abgeordnete der Rittergutsbesitzer
| Wahlbezirk            | Abgeordneter                                              | Bemerkungen |
| --------------------- | --------------------------------------------------------- | ----------- |
| Meißner Kreis         | Gottlob Friedrich von Thielau                             |             |
| Meißner Kreis         | Heinrich Ludwig von Erdmannsdorf                          |             |
| Meißner Kreis         | Dietrich von Miltitz                                      |             |
| Erzgebirgischer Kreis | Christian Friedrich Meinhold                              |             |
| Erzgebirgischer Kreis | Caspar Carl Philipp Utz von Schönberg                     |             |
| Oberlausitz           | Gottlob Heinrich von Minkwitz                             |             |
| Oberlausitz           | Wilhelm Carl Heinrich von Polenz                          |             |
| Oberlausitz           | Carl Friedrich Wilhelm August von Ziegler und Klipphausen |             |
| Leipziger Kreis       | Heinrich Wilhelm Crusius                                  |             |
| Leipziger Kreis       | Alexander August von Einsiedel                            |             |
| Vogtländischer Kreis  | Carl Gustav Freiherr von Beust                            |             |
| Vogtländischer Kreis  | Carl von Metzsch                                          |             |

### Rittergutsbesitzer durch Königliche Ernennung
- Ernst Gustav von Gersdorf
- Hans Adolph von Hartitzsch
- Hans Friedrich Curt von Lüttichenau
- Wilhelm Eberhard Ferdinand von Pflugk
- Curt Ernst von Posern
- Heinrich LXIII. Reuß zu Köstritz
- Otto Rudolph Graf Vitzthum von Eckstädt
- Rudolph Friedrich Theodor von Watzdorf
- Curt Robert Freiherr von Welck
- Ludwig Friedrich Ferdinand von Zedtwitz

### Magistratspersonen
| Wahlbezirk | Abgeordneter                              | Bemerkungen |
| ---------- | ----------------------------------------- | ----------- |
| Dresden    | Karl Balthasar Hübler, Bürgermeister      |             |
| Leipzig    | Christian Adolf Deutrich, Bürgermeister   |             |
| Freiberg   | Ernst Wilhelm Bernhardi, Bürgermeister    |             |
| Schneeberg | Carl Ludwig Schill, Bürgermeister         |             |
| Pirna      | Paul August Ritterstädt, Bürgermeister    |             |
| Plauen     | Ernst Wilhelm Gottschald, Bürgermeister   |             |
| Bautzen    | Ernst Friedrich Hartz, Bürgermeister      |             |
| Chemnitz   | Christian Friedrich Wehner, Bürgermeister |             |

## Zusammensetzung der II. Kammer

### Präsidium
- Präsident: Carl Friedrich Reiche-Eisenstuck
- Vizepräsident: Karl Heinrich Haase
- 1. Sekretär: Friedrich Wilhelm Richter
- 2. Sekretär: Christian Ehrenfried Püschel

### Abgeordnete der Rittergutsbesitzer
| Wahlbezirk            | Abgeordneter                                           | stellvertretender Abgeordneter                      | Bemerkungen |
| --------------------- | ------------------------------------------------------ | --------------------------------------------------- | ----------- |
| Erzgebirgischer Kreis | Georg Heinrich Wolf von Arnim                          | Christian August Hähnel                             |             |
| Erzgebirgischer Kreis | Christian Gottlob Adler                                | August Friedrich Adler                              |             |
| Erzgebirgischer Kreis | Wilhelm Albert Emil Freiherr von Kotzau                | Caspar Heinrich von Schönberg                       |             |
| Erzgebirgischer Kreis | Rudolf Benno von Römer                                 | Georg Christoph August Freiherr von Spillner        |             |
| Leipziger Kreis       | Friedrich Wilhelm Georg aus dem Winkel                 | August Gottlieb von Petrikowski-Lindenau            |             |
| Leipziger Kreis       | Carl Heinrich Adolph Anton von Leipziger               | Wilhelm Ernst Adolph aus dem Winkel                 |             |
| Leipziger Kreis       | Johann Paul Hottewitzsch                               | Hermann Freiherr von Friesen                        |             |
| Leipziger Kreis       | Friedrich Freiherr von Friesen                         | Friedrich Teichmann                                 |             |
| Meißner Kreis         | Heinrich Adolph Sahrer von Sahr                        | Ludwig Wilhelm Ferdinand von Beschwitz              |             |
| Meißner Kreis         | Friedrich Wilhelm Schäffer                             | Ferdinand Anton Serre                               |             |
| Meißner Kreis         | Carl Ferdinand Leopold Sigismund Edler von der Planitz | Carl Julius Wilhelm von Oppel                       |             |
| Meißner Kreis         | Moritz Dam von der Pforte                              | Julius Bernhard von Könneritz                       |             |
| Meißner Kreis         | Christoph Holm von Egidy                               | Christoph Friedrich von Schönberg                   |             |
| Oberlausitz           | Julius Gottlob Nostitz und Jänckendorf                 | Christian Graf und edler Herr zur Lippe-Biesterfeld |             |
| Oberlausitz           | Georg Friedrich Wiesand                                | Carl Wilhelm von Standfest                          |             |
| Oberlausitz           | Ernst Philipp von Kiesenwetter                         | Carl Gottlob Fiedler                                |             |
| Oberlausitz           | Carl Wilhelm Traugott von Mayer                        | Egon Heinrich Gustav von Schönberg                  |             |
| Oberlausitz           | Heinrich Erdmann August von Thielau                    | Johann Heinrich Wilhelm Adolph von Hartmann         |             |
| Vogtländischer Kreis  | Christian Gottlob Adler                                | August Friedrich Adler                              |             |
| Vogtländischer Kreis  | Christian August Hartenstein                           | Heinrich Ludolph Kasten                             |             |
| Vogtländischer Kreis  | Ludolph Hermann Kasten                                 | Friedrich Wilhelm von der Heydte                    |             |

### Abgeordnete der Städte
| Wahlbezirk | Abgeordneter                        | stellvertretender Abgeordneter    | Bemerkungen                                                                      |
| ---------- | ----------------------------------- | --------------------------------- | -------------------------------------------------------------------------------- |
| 1          | Ludwig August Koch                  | Johann Friedrich Große            |                                                                                  |
| 2          | Robert Gotthardt Schröder           | Wilhelm Traugott Wenzel           |                                                                                  |
| 3          | Gotthelf Traugott Esaias Häntzschel | Carl Ludwig Schwabe               |                                                                                  |
| 4          | Friedrich Wilhelm Richter           | vakant                            |                                                                                  |
| 5          | Christian Gottlob Atenstädt         | Christian Gottfried Schmidt       |                                                                                  |
| 6          | vakant                              | vakant                            |                                                                                  |
| 7          | Johann Friedrich Esaias Häntzschel  | Friedrich Wilhelm Pommerich       |                                                                                  |
| 8          | Carl Friedrich Sachße               | Carl Gottlob Stecher              |                                                                                  |
| 9          | Christian Friedrich Becker          | Carl Friedrich Pörzler            |                                                                                  |
| 10         | Karl Friedrich Adolph Wieland       | August Ferdinand Oehme            |                                                                                  |
| 11         | Carl Friedrich Reiche-Eisenstuck    | Carl Wilhelm Blüher               |                                                                                  |
| 12         | Emil Cuno                           | Ernst Friedrich Gustav Lommatzsch |                                                                                  |
| 13         | Johann Traugott Theodor Seidel      | Traugott Friedrich Graff          |                                                                                  |
| 14         | Ludwig Heinrich Delling             | Christian Friedrich Müller        |                                                                                  |
| 15         | Georg Rudolph von Welck             | Martin Gotthard Oberländer        |                                                                                  |
| 16         | Johann Friedrich Ploß               | Carl Wilhelm Rollmann             |                                                                                  |
| 17         | Julius von Dieskau                  | Alexander Karl Herrmann Braun     |                                                                                  |
| 18         | Carl Todt                           | Robert Siegismund Schanz          |                                                                                  |
| 19         | Ludwig Eduard Roux                  | Friedrich Adolph Klien            |                                                                                  |
| 20         | Christian Ehrenfried Püschel        | Christian August Gelbke           |                                                                                  |
| Chemnitz   | Gottlieb Benjamin Krause            | Benjamin Friedrich Müller         |                                                                                  |
| Dresden    | Christian Gottlieb Eisenstuck       | Friedrich Adolph Kuhn             | exakte Benennung des Dresdner Wahlbezirks erfolgt in vorliegenden Quellen nicht  |
| Dresden    | Carl Ludwig Meisel                  | Friedrich Adolph August Struve    | exakte Benennung des Dresdner Wahlbezirks erfolgt in vorliegenden Quellen nicht  |
| Leipzig    | Karl Heinrich Haase                 | Eduard August Steche              | exakte Benennung des Leipziger Wahlbezirks erfolgt in vorliegenden Quellen nicht |
| Leipzig    | Wilhelm Ambrosius Barth             | vakant                            | exakte Benennung des Leipziger Wahlbezirks erfolgt in vorliegenden Quellen nicht |

### Abgeordnete des Bauernstandes
| Wahlbezirk | Abgeordneter                        | stellvertretender Abgeordneter  | Bemerkungen                                                   |
| ---------- | ----------------------------------- | ------------------------------- | ------------------------------------------------------------- |
| 1          | Johann Gottfried Wehle              | Johann Carl Friedrich Hüfner    |                                                               |
| 2          | Daniel Zimmermann                   | Johann Christoph Huth           |                                                               |
| 3          | Friedrich Wilhelm Müller            | Christian Gottlob Teichmann     |                                                               |
| 4          | Friedrich Wedag                     | Wilhelm Ehrenfried Geiler       |                                                               |
| 5          | vakant durch Tod des Abgeordneten   | Johann Christian Oehmigen       | der bisherige Abg. Friedrich Gottlob Löser † 31. Oktober 1836 |
| 6          | Johann Gottlieb Winkler             | Franz Carl Sickmann             |                                                               |
| 7          | Wilhelm Friedrich August von Leyßer | Christian Wilhelm Hartmann      |                                                               |
| 8          | Carl Gottlob Frenzel                | Johann Gottfried Müller?        |                                                               |
| 9          | August Friedrich Dammann            | Johann Traugott Walther         |                                                               |
| 10         | Johann Gottlieb Rost                | Friedrich Wilhelm Händel        |                                                               |
| 11         | Carl Kirchner                       | Christian Gottlob Müller        |                                                               |
| 12         | Karl Gotthelf Steiger               | Carl August Mehner              |                                                               |
| 13         | Franz Ludwig Runde                  | August Friedrich Siegert        |                                                               |
| 14         | Carl August Puttrich                | Carl Joseph Thümmer             |                                                               |
| 15         | Karl Friedrich Wilhelm Heyn         | Carl Ferdinand Oehme            |                                                               |
| 16         | Christian Gottlieb Ebert            | Johann Ephraim Bernhardt        |                                                               |
| 17         | Johann Friedrich Schiller           | Karl Edler von Querfurth        |                                                               |
| 18         | Gottlieb Friedrich Grimm            | Georg Friedrich Kühn            |                                                               |
| 19         | Johann Gottfried Vocke              | Johann Gottlieb Neumärker       |                                                               |
| 20         | Christian Friedrich Schuster        | Johann Christoph Lautenschläger |                                                               |
| 21         | Gottlieb Scholze                    | Johann Gottfried Riedel         |                                                               |
| 22         | Christian Gottfried Zimmermann      | Karl Gottlob Domsch             |                                                               |
| 23         | Karl Gottlob Zische                 | Johann Gottlieb Unger           |                                                               |
| 24         | Johann Gottlieb Mosig               | Carl Gottlieb Schierz           |                                                               |
| 25         | Johann Isidor Kockul                | Johann Georg Rätze              |                                                               |

### Vertreter des Handels und Fabrikwesens
| Abgeordneter           | stellvertretender Abgeordneter | Bemerkungen |
| ---------------------- | ------------------------------ | ----------- |
| Carl August Bonitz     | Friedrich Gottlob Oehlschlägel |             |
| Peter Otto Clauß       | Friedrich Ludwig Böhler        |             |
| Abraham Gottwald Hesse | Christian Traugott Leuner      |             |
| Carl Junghans          | Wilhelm Groß                   |             |
| Carl Christian Winkler | Georg Ferdinand Oehler         |             |